# Liparis pedicellaris
Liparis pedicellaris är en orkidéart som beskrevs av Rudolf Schlechter. Liparis pedicellaris ingår i släktet gulyxnen, och familjen orkidéer. Inga underarter finns listade i Catalogue of Life.